# Гонур-Депе
38°11′27″ пн. ш. 62°02′03″ сх. д. / 38.1907° пн. ш. 62.0343° сх. д.
Гонур-Депе (у перекладі з туркменського — Сірий пагорб) — городище бронзової доби (2300 років до Р. Х.), виявлене на південному сході Туркменістані, у Мервській оазі, на невисокому пагорбі правого берега русла Мургаба.
Виявлено в 1972 році Маргіанською археологічною експедицією під орудою Віктора Саріаніді.
Гонур-Депе було найбільшим поселенням у Маргіані і загальнорегіональним зороастрійським центром. Це було столичне місто, зі своїм палацом і декількома храмами, здатними конкурувати зі спорудами Ассирії та Вавилону. Площа стародавнього городища коливається від 20 до 50 га.
Храмове місто проіснувало до кінця XVI століття до Р. Х. Його центральну частину становить кремль з палацом в центрі, який оточений стінами з прямокутними вежами. Поза цими стінами зі сходу збудовано найраніший з відомих Храмів Вогню. Іншими складовими кремля є Храм жертвоприношень (захід і південь) і Комплекс громадських трапез (північ). Храми обнесені другим рядом монументальних мурів, посилених також прямокутними вежами. З півдня до цього каре стін примикає система з двох басейнів, головний з яких має розміри 100 на 60 м. На південному березі цього басейну було виявлено Храм Води, наявність якого свідчать про існування у населення Гонура поклоніння воді.
В 1996 році за 350 м на захід від центральної частини було знайдено Великий некрополь, який розкопували 10 років і дав відомості майже про 3000 поховань. Навесні 2004 року на східному березі Головного басейну були виявлені 5 царських могил у вигляді підземних будинків, які сформували разом з трьома величезними ґрунтовими ямами-котлованами, де були поховані тварини і слуги, царський некрополь. В 2009 році було знайдено ще 3 царські могили. У кожній з гробниць, не раз пограбованої в давнину, вдалося знайти прекрасні зразки мистецтва, багаті золоті скарби, а найцінніше — збережені фрагменти декоративного оздоблення передніх фасадів гробниць мозаїчні панно з сюжетними композиціями. Ці мозаїки, виконані в техніці, що поєднує живопис по штукатурці з кам'яними мозаїчними вставками, на сьогодні є найранішими сюжетними мозаїчними картинами у світі.
У Гонурі знайдені глиняні та керамічні посудини, золоті і срібні прикраси, циліндрична печать з Месопотамії і квадратна печать з Хараппи.
Археологи знайшли два окремих поселення, Гонур-Північний та Гонур-Південний. Незрозуміло, підпорядкування цих поселень у бронзову добу. Проте знайдені артефакти підтверджують торгівлю з народами Месопотамії, Сирії, Оману, долини Інду та Уралу.
Залишено, швидше за все, після зміщення течії річки Мургаб на захід.